# Jun Yanagisawa
Jun Yanagisawa (født 27. juni 1987) er en tidligere japansk fodboldspiller.
Han har spillet for flere forskellige klubber i sin karriere, herunder Kashiwa Reysol og Sagan Tosu.